# Macandrevia diamantina
Macandrevia diamantina är en armfotingsart som beskrevs av Dall 1895. Macandrevia diamantina ingår i släktet Macandrevia och familjen Zeilleriidae. Inga underarter finns listade i Catalogue of Life.